# Napięcie jonizacji
Napięcie jonizacji w układach izolacyjnych z dielektrykami stałymi zawierającymi szczeliny wypełnione gazem, jest to takie najniższe napięcie elektryczne, przy którym powstają wyładowania świetlące (wyładowania niezupełne) w tych szczelinach.